# Xã Bingham, Quận Potter, Pennsylvania
Xã Bingham (tiếng Anh: Bingham Township) là một xã thuộc quận Potter, tiểu bang Pennsylvania, Hoa Kỳ. Năm 2010, dân số của xã này là 684 người.